# Puccinia mania
Puccinia mania är en svampart som beskrevs av G. Cunn. 1930. Puccinia mania ingår i släktet Puccinia och familjen Pucciniaceae.   Inga underarter finns listade i Catalogue of Life.